# 박성택
박성택은 대한민국의 배우이다.

## 출연작

### 영화
- 《사라센의 칼》 (2021년) - 김 반장 역
- 《자전차왕 엄복동》 (2019년) - 마사오 대좌 역
- 《마약왕》 (2018년) - 반대파 자객 역
- 《창궐》 (2018년) - 군졸야귀 역
- 《인랑》 (2018년) - 인랑 2 역
- 《대장 김창수》 (2017년) - 일본요인 1 역
- 《군함도》 (2017년) - 주정뱅이 역
- 《박열》 (2017년) - 아카이케 역
- 《덕혜옹주》 (2016년) - 기원절 총리 대신 와타베 역
- 《대호》 (2015년) - 포수대 중위 장교 역
- 《잭보이》 (2014년) - 왕눈깔 역
- 《기술자들》 (2014년) - 세관 고위 경찰 역
- 《상의원》 (2014년) - 별감 역
- 《명량》 (2014년) - 왜장수 역
- 《군도: 민란의 시대》 (2014년) - 창고 포졸 2 역
- 《이제는 우리가 헤어져야 할 시간》 (2013년) - 점장 역
- 《다이너마이트맨》 (2013년) - 필성 역
- 《그 강아지 그 고양이》 (2013년) - 공원작업남 역
- 《창수》 (2013년) - 형사 1 역
- 《밤의 여왕》 (2013년) - 파출소장 역
- 《마이 라띠마》 (2013년) - 노숙자 1 역
- 《남자사용설명서》 (2013년) - 대행사 PD 역
- 《마이 리틀 히어로》 (2013년) - 김필성 / 영광 부 역
- 《밤》 (2012년) - 예비군 역
- 《공모자들》 (2012년) - 최 비서 역
- 《페이스 메이커》 (2012년) - 장대높이뛰기 코치 역
- 《마이 웨이》 (2011년) - 일본장교 역
- 《링크》 (2011년) - 건달 1 역
- 《카멜리아 - love for sale》 (2010년) - 기억 속 의사
- 《참을 수 없는》 (2010년) - 조폭 1 역
- 《아저씨》 (2010년) - 사채 사장 역
- 《여자 없는 세상》 (2009년) -  기봉 역
- 《국가대표》 (2009년) - 일본 캐스터 역
- 《오이시맨》 (2009년) - 점프 교관 역
- 《마린 보이》 (2009년) - 스즈키 부하 역
- 《1724 기방난동사건》 (2008년) -  대두파 2 역
- 《고고70》 (2008년) - 고고족 / 김치스 역
- 《세븐 데이즈》 (2007년) - 양창구 부하 3 역
- 《히어로》 (2007년) - 납치범 역
- 《마이 파더》 (2007년) - 장민호 일당 2 역
- 《허스》 (2007년) - 한국인 운전사 역
- 《수》 (2007년) - 야쿠자 2 역

### 드라마
- 《사의 찬미》 (2018년, SBS)
- 《임진왜란 1592》 (2016년, KBS1) - 사천 왜장 역
- 《W》 (2016년, MBC) - 박 형사 역
- 《사랑이 오네요》 (2016년, SBS)
- 《신분을 숨겨라》 (2015년, tvN) - 박성모 역
- 《나쁜 녀석들》 (2014년, OCN) - 김도식 역
- 《조선 총잡이》 (2014년, KBS2) - 노예를 파는 패거리 역
- 《왔다! 장보리》 (2014년, MBC) - 형사 역
- 《엔젤 아이즈》 (2014년, SBS)
- 《닥터 이방인》 (2014년, SBS)
- 《나만의 당신》 (2014년, SBS)
- 《돈의 화신》 (2013년, SBS)
- 《KBS 드라마 스페셜 연작 시리즈 - 시리우스》 (2013년, KBS2)
- 《아이리스》 (2009년, KBS2) - 일본 요원 역
- 《녹색마차》 (2009년, SBS) - 동창생 역
- 《천추태후》 (2009년, KBS2) - 여진족 역
- 《베토벤 바이러스》 (2008년, MBC) - 기자 역